# ワリオワールド
『ワリオワールド』 (WARIO WORLD) は、2004年5月27日に任天堂から発売されたニンテンドー ゲームキューブ用パワフルアクションゲームである。ワリオランドシリーズの流れを汲む作品で、シリーズでは初の3Dゲームとなった。日本版パッケージは金塊を模したデザインになっている。ヨーロッパでは2003年6月20日、アメリカでは2003年6月23日に発売。

## 概要
ワリオを主役とするゲームでは初の3Dアクションゲームであり、アクションゲームの通算6作目にあたる。トレジャー開発で任天堂発売のゲームとしては『罪と罰 〜地球の継承者〜』に続き2つ目となる。
フィールドやキャラクターはすべて3Dで作られているが、ステージの構成は『スーパーマリオ64』のような箱庭的なものではなく、従来のワリオランドシリーズのような一本道の横スクロールアクションに近いものとなっている。
ステージは全部で4つあり、1つのステージに3つのエリアが存在する。そのうち1つはボスである。エリアの種類は森林・幽霊屋敷・雪山・遺跡・サーカス小屋・高原などバリエーションに富んでいる。プレイヤーは奪われたお宝を回収したり、黒い宝石を倒すことを目的としているネッコロというキャラクターを救出しながら進んでいく。また、ステージの途中にはヒップアタックで行けるいくつかの地下室があり、そこでは謎解きや難易度の高いアクションを要求されたりする。
前述のようにステージは一本道構造で、かつステージ数も少な目となっているので、ただエンディングを見るだけなら比較的簡単にたどり着くことができる。しかしステージ各所には捕らわれたネッコロ達やお宝が隠されており、これらを得るにはかなりの寄り道や高難易度のアクション、謎解き要素などが必要となり、完全クリアするにはかなりのボリュームとなる。
おまけ要素としてGBAケーブルを使ったジョイキャリーに対応しており、特定の条件を満たした上でゲームボーイアドバンスを接続すると初代『メイド イン ワリオ』の体験版をダウンロードして遊ぶことができる。

## ストーリー
世界中から集めた財宝で念願の城を建てたワリオだが、その中に紛れ込んでいた呪われた黒い宝石が財宝を食い荒らしてモンスターに変えてしまった。さらにはワリオ城に呪いをかけ不思議な世界へと変貌させてしまう。
ワリオはこの呪いを解くべく、パワフルな身体を武器に冒険に出る。

## 登場キャラクター
ワリオ
主人公。ギザギザのヒゲと黄色い帽子がトレードマークの太っちょな男性。世界中のお宝を集めて念願の城であるワリオ城を建てたが、自分が強奪した黒い宝石によって贅沢な想いとヨクバリエネルギーを吸ってしまい、全てがお宝がモンスターに変えられ、ワリオ城が迷宮のような異世界になってしまうという追い打ちに遭う。そして盗まれたお宝と自慢の城を取り返すため、黒い宝石の打倒に向かい冒険を始める。本作は回転技を多用する。
ネッコロ
黒い宝石を封印していた妖精で、黒い宝石の復活に伴って捕らえられた。助けるとそのステージ攻略に役立つアドバイスをくれる。
全ステージで合計40人が捕らえられており、助けた数によってエンディングが変化するようになっている。なお、救助しなくてもクリアは可能で、ラストバトルとエンディング時は箱につめられた姿のまま登場する。

## 敵キャラクター
タマゴン
もっとも小さい恐竜のようなモンスター。小型なのでワリオのパンチ1発で倒すことができる。他の小型モンスターと異なり、攻撃はしてこないので安全。
集団で現れた際は、他のタマゴンを倒して「１人だけ残る」と慌てて逃げ出してしまうが、すぐに追いかけて倒すと、コインを5枚も落とす敵キャラとなる。なお、この方法は 同じ小型モンスターの「骨ゴン」「ピエロン」「ユッキ」「ウルップ」「ミイティー」「ミミック」も同じであり、通常よりも多くのコインを集められる オススメな方法となる。
ワリオ曰く「将来のことも日本の経済のこともなーんにも考えていないノーテンキな野郎」。
ビッグタマゴン
タマゴンを大きくした中型のモンスター。気絶させて投げてから倒すことができる。ただし、ワリオを見かけるとヘッドスライディングをしてくることがたまにある。ワリオの前で、鋭い爪で引っ掻いて攻撃してくる。
トリケラー
こん棒を振り回して攻撃してくるトリケラトプスのようなモンスター。こん棒を持っている間は、正面からの攻撃を防ぐ。ある程度攻撃するとこん棒を落とし、4本足で歩いて体当たりを仕掛けてくる。
プチラノドン
目玉が渦巻き状の 紫色のプテラノドンのようなモンスター。空を飛びつつ足でワリオを掴んだ後、勢いよく投げ落として攻撃してくる他、爆弾姉さんを投げつけてくる。
ワリオが説明書で言うように 両目をグルグル回している見た目だが、これで正気というのが特徴。
テレビＣＭにも出演しており、ワリオに投げ飛ばされるが、気絶しながらワリオに偶然勝利してしまう。
アンキロン
大砲を背中に持つ、アンキロサウルスのようなモンスター。爆弾姉さんを大砲から発射してくる。甲羅に閉じこもっている時はダメージを与えられないが、離れればすぐに再度出てくる。
キラーミー
出現するとバリアを張って、ワリオを逃さないようにする柱型のモンスターで、レーザー・弾撃ち・ビームタイプの3種類がいる。戦闘中はフライミーやテイルミーを絶えず出現させ、それらをぶつけないとダメージを与えられない。3回ぶつけると気絶し、持ち上げる事でバリアを解除できる。倒さないと通れず、一度倒すと二度と出現しない。
フライミー
キラーミーの護衛であるモンスター。空を飛び、一直線に落下して攻撃する。
テイルミー
キラーミーの護衛であるモンスター。剣を振って攻撃してくる。後半に登場するものは正面からの攻撃をガードしてくる。
骨ゴン
タマゴンを骨だけにしたようなモンスターでタマゴンの強化版。強さはほとんどタマゴンと同じ。ワリオを見つけると 噛みつき攻撃を仕掛けてくるので危険。
ビッグ骨ゴン
ビッグタマゴンを骨だけにしたようなモンスターでビッグタマゴンの強化版。強さはほとんどビッグタマゴンと同じ。
骨トリケラー
トリケラーを骨だけにしたようなモンスターでトリケラーの強化版。こん棒を持っているところや攻撃方法などはトリケラーと同じ。
骨ラノドン
プチラノドンを骨だけにしたようなモンスターでプチラノドンの強化版。行動もほとんど同じ。
骨アンキロン
アンキロンの骨だけにしたようなモンスターでアンキロンの強化版。アンキロンとほぼ同じ。
ナイフジョーズ
浅い水面を泳いでいるサメのようなキャラクター。背中には大きなナイフが着いている。近づくとこちらに接近して噛み付き攻撃を仕掛けてくる。また、時折潜って こちらを油断させながら再度出て来た際に、背中のナイフで刺して攻撃してくる。
とうせんぼハンド
門扉に生えた骨の手のモンスター。手の甲の青く光り輝いている部分が弱点で、叩きつけ攻撃をかわした際に弱点が露出する。叩きつけ以外にも掴み攻撃や指先からホーミングする弾を撃って攻撃してくる。倒さないと通れず、一度倒すと二度と出現しない。
門番キング
金色の顔がついている扉型モンスター。口から電気球を吐いてくる。倒さないと通れず、一度倒すとエリアから出るまでは復活しない。
門番シルバー
銀色の顔がついている扉のモンスターで、門番キングと同じく電気球を吐くほか、ダメージを与えると口から太いレーザーを吐く。
ピエロン
黄色の服のピエロのようなモンスターで骨ゴンの強化版。行動は骨ゴンとほとんど同じ。噛みついて攻撃してくる。
ビッグピエロン
ピエロンのビッグサイズ版でビッグ骨ゴンの強化版。赤色の服を着て、尻尾や腕を振り上げてパンチ攻撃をしてくる。ビッグ骨ゴンより、歩行速度が速く多少手強い。
ワニエット
フリフリレースつきの水色ストライプ柄の服を着た、ワニのようなモンスターで骨トリケラーの強化版。ステッキのような棒を振り回して攻撃してくる。
ポッポルン
紫色の帽子をかぶった、白いハトのようなモンスターで骨ラノドンの強化版。ワリオを発見すると上空から足で掴んだ後、地面に叩きつけて攻撃してくる。
ネジロン
大砲の模様がねじ状のアリクイのようなモンスターで骨アンキロンの強化版。
オリオン
唯一の檻型のモンスターで、近づくと大きな腕を出して攻撃してくる。ダメージを与えると体を出して立ち上がり、ワリオに向かって歩き出す。
素顔は最後まで明かされないが、体はライオンだと分かる。
エミー
勢いよく突進する象のようなモンスターで、上にエミー使いをのせている。持ち上げるとエミー使いを降ろすことができる。画面奥から3匹並んで突進してくるタイプもおり、そのタイプは倒す事ができない。
背景のポスターでも分かるが、脚にはタイヤが着いており、象の乗り物型のモンスターだと分かる。
エミー使い
エミーの上に乗っている小さな敵で、笛を吹いてエミーを操る。小型の敵だが、持ち上げることができる。
コブピー
赤いつぼから出てくるピンク色のヘビ。頭の上にコブピー使いを乗せている。持ち上げればコブピー使いを降ろすことができる。しかし、倒してもしばらくするとつぼからまた新たなコブピーが出てくる。
コブピー使い
コブピーの上に乗っている小さなモンスター。笛を吹くことでコブピーを操っている。エミー使い同様、持ち上げることができる。
ジョッキーシップ
ミサイル型の気球に顔が描かれている大型飛行船。エミー3匹が登場する通路のそばで停泊しており、砲台からピエロンを撃ってくる。ワリオの攻撃が届かない場所にいるので倒せない。まじかるミラーでは姿が鏡にしか映っておらず、時計回りに移動している。こちらではミイティーやワンスルを撃ってくる他、ホライゾンを倒した直後に登場するジョッキーシップは、炎付き爆弾姉さんを撃ってくる。
ユッキ
雪だるまのような小型のモンスターでピエロンの強化版。行動はタマゴンとほとんど同じ。
口が無いのに、噛みついて攻撃してくる。
ビッグユッキ
赤色の帽子とマフラーを巻いた雪だるま型モンスターでビッグピエロンの強化版。パンチやスライディング攻撃を仕掛けてくる。見た目と違い、動きは俊敏。
ビッグピエロンとは異なり、3回攻撃しないと気絶しない。
ノスラー
氷のこん棒を持った巨大雪だるま型モンスターでワニエットの強化版。黄色の帽子をかぶり、アゴには氷でできた細かいヒゲが生えているのが特徴。
ユキルンルン
空を飛ぶ能力を持つ雪だるまでポッポルンの強化版。翼部分ははっぱで作られており、足は氷でできている。
クリスロン
雪だるまのような大砲型モンスターでネジロンの強化版。砲身が氷でできている。
ツララン
ツララのようなモンスター。突然地面から出てくる。気絶させてから持ち上げ、パイルドライバーで攻撃することで、床に刺して足場として利用できる。3回攻撃しないと気絶しない。
ノッコー
巨大な氷塊を乗せている小さな亀のモンスター。ワリオの動きに合わせて左右に動き、行手を遮る。ダッシュアタックで攻撃すれば氷塊を破壊でき、本体が出現する。
小さな体に似合わず 力持ちな敵キャラで、小型キャラだけれど持ち上げられる。
スノー
あんこうホイホイやホライゾンに呼び出される、タルにはまった雪だるま型モンスター。近づくと頭を飛ばして攻撃してくる。パイルドライバーで攻撃すると頭が飛び、これを使ってあんこうホイホイやホライゾンを倒す。
あんこうホイホイ
ワリオを発見すると後方に氷塊を張って、逃さないようにする巨大なあんこうのようなモンスター。口から触れると凍る氷塊を放ってくる。提灯の部分が弱点で、真下でスノーをパイルドライバーするとダメージを与えられる。倒さないと通れず、一度倒すと二度と出現しない。
ホームページでもワリオが言うように、エラ呼吸無しで生きられるのも特徴。
タップル
ぷよぷよした体を持つ、3段重ねのアイスクリーム型のモンスターで、気絶していない状態の時に触れると プルプルした体で弾き返される。敵をぶつけないと気絶させる事ができない。
ウルップ
赤茶の毛色をしている狼のようなモンスターでユッキの強化版。他の小型のモンスターと同じく、大量に出現する事が特徴。噛みついて攻撃してくる。
ビッグウルップ
ウルップを大きくしたモンスターでビッグユッキの強化版。行動はビッグピエロンとほとんど同じ。ビッグユッキよりはパンチスピードがやや速く、ヘッドスライディングしてくることもやや多く多少手強い。
ビッグユッキと同じく 3回攻撃すれば気絶する。
クロベアー
こん棒を持ったツキノワグマのようなモンスターでノスラーの強化版。ノスラーより耐久力が高い。
トビッチュ
空を飛ぶトビのようなモンスターでユキルンルンの強化版。掴み攻撃のほか、いがいがスパイクを投げつけてくる。
ハスキロン
巨大なハスキー犬の背中に砲台がついているような大砲型モンスターでクリスロンの強化版。炎付き爆弾姉さんを撃ってくる。爆弾姉さんが炎を帯びている状態で触れるとダメージを受ける。
ピープー
眼鏡をかけた、てるてる坊主のようなモンスター。足下にあるプロペラで風を起こしワリオを吹き飛ばそうとする。何らかの攻撃一発で倒せる。
エイソル
青い体のエイのようなモンスターで、なぜか草原を泳いでいる。こちらを見掛けると突進攻撃をしてくる。体が平らでパンチでは当たらないので、ヒップアタックで攻撃しないとダメージを与えられない。
ナイクル
大きい角を持ったシカのようなモンスター。陸上を歩いているタイプと坂道を絶えず群れで走っているタイプがいる。前者はこちらを見掛けるとジャンプして押しつぶし攻撃を仕掛けてくるが、倒すことはできる。後者はセンニンと同じく、触れると弾き飛ばされてしまう障害物扱いなので倒せない。
ジシャクン
空を飛んでいる磁石のような形のモンスター。電気弾を撃って攻撃してくる。鉄板に投げつけると磁力でくっついて足場として利用できる。
ノッキー
コロンというトゲの実を生やす巨大な木のようなモンスター。地面からトゲ状の根っこを伸ばして攻撃する。中央のつぼみ部分が弱点。体に攻撃を加えるとコロンを落とし、それをつぼみにぶつけると開花し、開花したつぼみにコロンをぶつける事でダメージを与えられる。倒さないと通れず、一度倒すと二度と出現しない。
コロン
ノッキーが生やすトゲの実。トゲの無い箇所からしか持てないので、持つときはヒップアタックで揺らして角度を変える必要がある。これを使ってノッキーを倒す。
ミイティー
黒い猫耳帽子をかぶった、猫の ぬいぐるみ型モンスターで、ウルップの強化版。他の小型のモンスターとは異なり、まじかるミラーではあまり小型モンスターが出現しないので、逆に目立つ存在になっている。噛みついて攻撃してくる。
ワンスル
耳の垂れ下がった犬の ぬいぐるみ型モンスターで、ビッグウルップの強化版。シルクハットをかぶり、ネクタイを付けている。他の中型のモンスターとは異なり、尻尾を振り上げる攻撃がほとんどで、パンチ攻撃はやや少ない。
ビッグウルップと同じく 3回攻撃すれば気絶する。
ジェイさん
赤い帽子をかぶり、こん棒を持って白い仮面をつけたジェイソン・ボーヒーズといった感じの ぬいぐるみ型モンスターで、クロベアーの強化版。
人間を連想できる見た目だが、4足歩行で行動する際は ゴリラに近い見た目と動きをする。
ハイポー
黒い翼が生えている てるてる坊主のようなモンスターでトビッチュの強化版。掴み攻撃以外にも爆弾姉さんを投げつけてくるほか、いがいがスパイクを投げつけてくるタイプも存在する。
シルキロン
背中にラッパ型砲台を装備した、大砲型のぬいぐるみ型モンスターで、ハスキロンの強化版。他の大砲型のモンスターとは異なり、爆弾姉さんを3連射してくる。
サスケ
忍者の格好したカラスのようなモンスター。飛行能力はなく、背中には刀を収める鞘を装備している。近づくと足の爪で攻撃する他、ダメージを与えると口に仕込んだ剣を出して、突っつき攻撃を仕掛けてくる。
チューラン
大きなネズミのモンスター。車輪の中に乗っており、本体をパンチ二発等の攻撃で倒せるが、何度でも無限湧きしてくるため、無視した方が得策。チューランの乗っていない車輪もあり、そちらは破壊する事ができない。
マシュー伯爵
シルクハットをかぶり、体を縄で縛られ、金色の錠を付けた怪人型モンスター。近づくと回転して攻撃する。パイルドライバーで攻撃すると縄や錠が外れて正体を現し、錠を投げつけて攻撃してくる。
3回攻撃すれば気絶するが、正体を現した後は 更に3回攻撃しないと気絶しないので、なかなかの強敵。名前からして、マシュマロ型のモンスターかと思われる。
シーラ
鏡のエリアで出現する黒い服を着たモンスター。透明なので直接見ることはできないが、鏡には姿が映っている。テレポートしつつ、電気弾で攻撃してくる。
3回攻撃すると気絶するが、女性のような甲高い声を出すのも特徴。
ホライゾン
ワリオを発見すると左右に顔の絵の額縁を張って、逃さないようにする絵のモンスター。両手の絵と顔の絵の額縁から成り、手からは落下する岩石や氷塊、地を這う電撃や火炎を放つ。顔から吐き出されるスノーの頭を両手にぶつける事でダメージを与えられる。倒さないと先に進めず、一度倒すと二度と出現しない。
ミミック
ユッキを全身包帯にしたようなモンスターで、ミイティーの強化版。頭には咲いた赤い花をつけている。小型のモンスターの中では最強だが、やはり一撃で倒せるので、ダッシュアタックが有効。噛みついて攻撃してくる。
カイロネ
ビッグウルップを全身包帯にしたようなモンスターで、ワンスルの強化版。尻尾を振り上げる攻撃がほとんどで、パンチ攻撃は少なめ。中型のモンスターの中ではナンバーワンを誇る。
ワンスルと同じく、3回攻撃すれば気絶する。
ゴーラム
クロベアーを全身包帯にしたようなモンスターで、ジェイさんの強化版。こん棒を持っているところや攻撃方法などは、クロベアーと同じ。
ホウホウ
全身包帯を巻いたハゲワシのようなモンスターで、ハイポーの強化版。行動はトビッチュとほとんど同じ。
スケルトロン
ネジロンを全身包帯にしたような大砲型モンスターでシルキロンの強化版。正面にはスケルトン風の大砲があり、行動はハスキロンとほぼ同じ。
スカルゴ
地面の下に潜っているサソリ風のモンスター。尻尾の先の針を叩きつけて攻撃してくる。地中に埋まっている体部分をヒップアタックで攻撃しないとダメージを与えられない。
持ち上げてから運ぶ際には、長い尻尾が揺れるのも 特徴となる。
バタフナイ
ジシャクンの磁石の部分が刃物になったモンスター。ジシャクンと特徴はほとんど同じで、土壁に投げつけると突き刺さって足場として利用できる。
クラビー
レーザーを撃つクラゲのようなモンスター。空中に浮かんでおり、近づくと体を反転させつつレーザーで攻撃する。攻撃後に弱点が露出し、そこにヒップアタックで攻撃すると気絶させられる。
ルービックル
上中下のパーツが回転し、パーツは目や鼻、口と黄緑色の光玉が付いている。目は光弾を放ち、鼻はワリオを吸い寄せ、口は火炎を放つ。黄緑色の光玉を攻撃すればダメージを与えられ、全てのパーツを破壊する事で倒す事ができる。倒さないと通れず、一度倒すと二度と出現しない。

## ボスキャラクター
ウディー
はじまりのもりのボス。手に鼠色のボクシンググローブをつけた緑色のゴリラのような姿をしている（※攻略本では「サル」と記載）。正面に近づくと両手を振り下ろしてくるほか、ワリオの直接攻撃を加えると体が赤く光った直後、腕を振り回しながら突進してくる。
体がドロドロしている上に、地面から出てくるため、ゾンビ型モンスターの模様。
最初のボスだけであって、体力は少なめ。
アンツキラー
はじまりのいせきのボス。巨大なアリジゴク。近づくと両手を振り下ろしてくるほか、離れている時はいがいがスパイクを吐き出す。他のボスとは異なり、ワリオの直接攻撃を加え続けるとボスの体力が1つ減り、気絶させることはできない。ダメージを与えると体が赤く光って両手を振り下ろしながら追いかけてきたり、流砂の中央で体を赤く光ったまま回転しながらいがいがスパイクを吐き出す。
「ピーカンさばく」にもザコ敵として登場しており、時折回転しながらいがいがスパイクを吐き出す。ピーカンさばくにいる個体でははじまりのいせきのボス部屋にいる個体とは異なり、ダメージを与えると体が赤く光って両手を振り下ろしながら追いかけてくるだけになっている。ピーカンさばくにいる個体は4回ダメージを与えると倒せるが、一度倒すと二度と出現しない。
ディーナソア
ワクワクワールドのボス。ワリオの身長が足の甲に届かないほど巨大なカメレオンや恐竜を連想させる怪物で、指輪をつけている。衝撃波や踏み潰し、舌やヒップアタックで攻撃してくる。ボスの体力が2つ以下になると、衝撃波の数が3連発になる。衝撃波はジャンプで避けないとダメージを受ける。なお、足に柱をぶつけると痛がって周囲の溶岩まで後退していき、溶岩に落下することでダメージと同時に大量のコインを出す。
攻略本では「恐竜のお姫様」のようなボスと記載されており、髪型や服装からして、おそらくメスである。
ベイビーエンジェル
ホラホラハウスのボス。天使の輪が星形になっているのが特徴の天使の人形の少女。羽で叩いたり、ダメージを与えると星形のビームを発射する。周辺には火のついた柱があり、ぶつけると気絶させることができる。ボスの体力が2つ以下になると、口から赤い火花を出しながら体当たりを仕掛けてくる。
玉乗りロージー
ぎっくりサーカスのボス。頭にとんがり帽子をかぶっており、ワリオと同じく緑色の靴を履いている。その名の通り玉乗りのピエロ。爆発する玉を投げたり、頭を外して投げる。投げた頭は跳ねてワリオに襲いかかってくる。爆発する玉についているくっつきボールの数は、ボスの体力と連動しており、ボスの体力が1つ減ると玉についているくっつきボールの数も1つ減る。また、頭はワリオの直接攻撃では破壊できず、ボス部屋の足場から落としても浮遊して戻ってくるため、ボス自体を持ち上げてジャイアントスイングやパイルドライバーで攻撃しないと破壊できないが、ボスの体力が減る度に一度破壊しても分裂し、また玉の爆発に巻き込まれると数を増やす。ボスの体力が2つ以下になると、とんがり帽子をかぶっていない頭や禿げ頭の2種類を出す。
素顔は、紫色の大きな唇をしており、口から次々と新しい頭を出してくる様子も確認できる。
ドキドラゴン
ドキドキワールドのボス。2つの頭と2つの尻尾を持つ赤茶色のドラゴンで、口から炎を吐いてくるほか、大量のくっつきボールやニンニクも吐いてくる。吐いた大量のくっつきボールは吸い込むので、ワリオが捕まったままだと吸い込まれ、飲み込まれた直後に吐き出され、ハート1つのダメージを受けて気絶してしまう。尻尾の先端は鉄球状で、近づくとこれを叩きつけてくる。ワリオの攻撃では気絶させる事しかできない為、一方の頭が吐き出す炎を利用する必要がある。
カンタロウ
ブルブルやまのボス。悪魔の木枯らし。頭は大きいが、胴体は小さく、一見すると頭だけ浮いているように見える。バラストを投げたり、口からビームや氷の竜巻を吹き出す。氷の竜巻に触れるとワリオが凍ってボスが地面に降り、ワリオに向かって頭突き体当たりを仕掛けてくる。周りには4つの小さな火口があり、落ちているバラストを火口のどれか1つに入れると噴火し、ボスが噴火に触れると落下する。また、目を赤く光らせることがあり、それをワリオが直視してしまうと風船マリオにそっくりな風船ワリオに変身してしまう。にらみ攻撃の後には火口のどれか1つに座り、衝撃波を発生させて攻撃してくる。
タランチュラス
マメのきこうげんのボス。朱色とこげ茶色を基調とするドタ靴を履いた巨大な毒グモ。衝撃波で仕掛けたり、口から光弾やくっつきボールを吐き出す。吐いたくっつきボールは吸い戻すので、ワリオが捕まったままだと吸い込まれてワリオが回転した後、吐き出されてハート1つのダメージを受けて気絶してしまう。また、尻からはとりもち系の光弾を発射し、これに触れると近くまで引き寄せられ、ボスに近づくと体当たりを仕掛けてくる。ボスの体力が3つ以下になると、衝撃波の数が2連発になり、光弾も2連発×2回の計4発になる。更に、ボスの体力が1つになると、光弾が3連発×3回の計9発になる。大きな体のためか、動きはそれほどすばやくないが、クモの巣に乗るとこちらの移動スピードとジャンプ力が大きく下がってしまう。
レッドパンツジョニー
ハラハラワールドのボス。その名のとおり赤いパンツ1枚の姿である筋骨隆々しい牛人間（ワリオですら取扱説明書で「名前のまんまじゃないか!」とツッコミを入れた）。肉体どおりワリオを上回るパワフルさと強靭さの持ち主で、足元に爆炎を発生させながら歩行し、手から火球を発射したり回転しながら移動したりと多彩な技を使用する。ワリオの直接攻撃を一切受け付けない為、ダッシュ体当たり攻撃の後、足場から落ちそうになった際にヒップアタックで足場を揺らすことで溶岩に落下してダメージを与えられる。ボスの体力が3つ以下になると、ジャンプして空中回転した後、ワリオに向かって体当たりを仕掛けてくる。
今作のボスキャラの中では、唯一「公式アートワーク」がある存在となる。
オジケルーマン
まじかるミラーのボス。マジシャンの格好をしたゾンビ。臆病な性格で、直接攻撃を与えていくと体が黄色く光って回転体当たりをしてくる。さらに直接攻撃を加えるとコップの中に隠れ、コップがシャッフルされる。隠れたコップをパンチすると中からボスが気絶したまま姿を現すが、隠れてないコップをパンチすると中からザコ敵（ワンスル、マシュー伯爵、サスケ）が出てくる。また、正面に立つとステッキを振り回して攻撃してくる。ボスの体力が減る度にコップのシャッフルスピードが増し、コップから出てくるザコ敵の種類が変わる。
ミノロス
ピーカンさばくのボス。闘牛の顔をしたチェスの駒のような鉄の像。衝撃波を発生させたり、炎を吐いて攻撃してくる。移動する際には必ず大きく飛び跳ねて移動する（飛び跳ねて着地した際には衝撃波が発生する）。レッドパンツジョニーと同じく、ワリオの直接攻撃を受け付けず、気絶することがない為、呼び出してくる手の形をしたチェス型の像を持ち上げてぶつけないとダメージを与えられない。
キャプテンスカール
ギラギラワールドのボス。骸骨顔の海賊の船長。右手は大砲に、左手は遠くに打ち出せる鉤縄の義手になっている。真っ二つに割れた海賊船上を打ち出した鉤縄を引っ掛けて移動しつつ、ワリオが近くにいる時は光弾、体当たり攻撃を行い、反対側の船体にいる時は炎付き爆弾姉さんか、巨大な爆弾を放ってくる。ボスの体力が2つ以下になると、ワリオの直接攻撃を受け付けなくなる為、タル等の物をぶつけて攻撃する必要がある。
黒い宝石
本作のラストボス。文明一つを簡単に滅ぼしてしまう力を持つという呪われた宝石。
かつては森の妖精であるネッコロたちによって遺跡に封印されたが、年月が流れてワリオが回収したことで力がみなぎって復活した。宝物が近くにあれば 力がみなぎり、食べた宝物を次々とモンスターにして吐き出せるという力を持ち、ワリオの宝物を 上記のモンスター全員に変えてしまった上に、ワリオ城を 自分達の住み良い世界に変えてしまった黒幕。
真の姿は、目玉と触手の生えた黒紫のダイヤモンドの姿をした怪物。
前半戦はネッコロたちの封印を解いてバリアをかき消すこととなり、後半戦はゴングが鳴り、ワリオとの直接対決となる。炎や衝撃波、突進などで攻撃してくる。
次々と宝箱を出し続けてくる事もあり、壊せばコイン、ニンニクも獲得できる。
海外版では倒し方が前半戦のみとなっている。
最後のボスだけであって、体力は多め。

## 仕掛け
岩ブロック
ブロックの6面のいずれかの面に、×マークが付いているのが特徴。×マークが付いている面を攻撃すると破壊することが出来る。破壊すると、中からコインが出てくる。ちなみに、上下に動いているタイプが存在しており、上から挟まれるとダメージを受けてペシャンコになるので、気をつけること。
矢印ブロック
攻撃すると、その奥の方向に向かって移動し、壁などの障害物にぶつかると止まる。矢印ブロック同士でぶつかっても移動する。矢印ブロックに挟まれるとダメージを受けて気絶してしまう。
マシュマロブロック
上に乗ると一瞬で消えてしまうので、わずかの間しか乗ることが出来ない。消えたブロックは、しばらくすると復活する。
落下ブロック
上に乗るとその重みで沈んでいくタイプのブロック。沈んだブロックは、放置するともとの高さまで上昇する。
柱
登ったり、持ち上げたりすることができる仕掛け。火のついた柱もあり、火のついた柱に登るとダメージを受けてしまう。
ワリオ岩
ワリオの顔をしている岩。柱と同様、持ち上げたりすることができる。
うさピョン
この上でヒップアタックかパイルドライバーをすると高くジャンプできる。
ゴールバネ
地下部屋とおしおき部屋に設置されている。この上に乗るとその部屋から脱出することが出来る。
くっつきボール
一度触れるとくっつき、コントロールスティックでボールのまわりを移動できる。ジャンプすることで離れられる。
ポンプル
マメのきこうげんに登場する、口からくっつきボールを吐いたり吸ったりする障害物。ずっとくっついたままだとハート1つのダメージを受けて気絶してしまう。くっついたら早めに他の足場などで渡ること。
エレベーター怪人
ホラホラハウスに登場する、くっつきボールに幽霊が取り付いたようなもの。一定時間で下から上へ上昇し、ある程度上昇すると消滅する。
トゲプレス機
ホラホラハウスに登場する仕掛け。プレス機に付いているトゲに触れるとハート1つのダメージを受けて気絶してしまう。
ポールについたくっつきボール
伸び縮みするポールにくっつきボールがついている。これにくっつき、伸びた時にジャンプすると、通常のジャンプより高いジャンプが可能。
からくりライオン
まじかるミラーに登場する仕掛け。ライオンの人形のしっぽがくっつきボールになっており、ライオン部分を攻撃すると移動し、通路端まで移動すると、折り返して戻る。
クルクルエレベーター
この上でジャイアントスイングするとエレベーターが上昇する。高い足場へ移動したり、上にあるアイテムを取ったりするために使う仕掛け。
クルリンスイッチ
ジャイアントスイングの回転を利用してこれを矢印方向へ回すと、近くの鉄の柵が開く。しばらくすると閉まるので、開けたらすぐに移動する必要がある。
ひまわり
つぼみの上でヒップアタックかパイルドライバーをするとひまわりが咲き、この上でジャイアントスイングすると茎が伸びて上昇する。
スクリューコイル
ぎっくりサーカスに登場する仕掛け。左端の赤いスイッチを攻撃すると、土台部分が回転して上昇する。一定時間が経過すると、土台の部分は下降してもとの位置へ戻る。
ハシゴ
基本的に上り下りするためのものだが、ハシゴの幅の分だけ左右にも移動できる。
登れる木
木にハシゴがついているタイプのもので、ハシゴ部分だけ上り下り可能。斜めに上るようなものも存在する。
金網
金網にくっつき、上下左右に移動できる。これを利用して、高い場所に上れる。
おしおきさん
おしおき部屋に出てくる半透明型の障害物。敵ではないが、ワリオが捕まると、余裕なくコインを落としてしまう。ちなみにジバクンを爆発させると、動きが少し止まることがある。
いがいがスパイク
略称はトゲボール、スパイクで、触れるとダメージを受ける危険な障害物。一定間隔で特定の場所を動いているものが多い。高速で動くものにぶつかると、吹き飛ばされてしまう。
爆弾姉さん
よく見ると、お化粧をした顔がついている不思議な爆弾。大砲型などの敵から発射され、一定時間が経過すると爆発する。爆発に触れるとダメージを受ける。発射後は持つことも可能。
ジバクン
宝箱やおしおき部屋の箱の中に入っている爆弾。爆発に巻き込まれるとダメージを受ける。爆発すると、敵を倒したり、おしおきさんをビックリさせることが出来る。
電極
一定間隔で、ワリオが触れるとダメージを受ける電極を放電する。地面に設置された発射台から天井に向かって電極を出すものもある。
バズーカピエロン
ぎっくりサーカスに登場する、連射式の超特大サイズの砲台から発射されるピエロの顔がついた弾。当たるとダメージを受けるので、弾の切れ目を狙って、ダッシュアタックで砲台前を全速力で駆け抜けること。
フラミンゴポール
ぎっくりサーカスに登場する、ボウリングのピンのような仕掛け。爆弾姉さんを使ってその場所にあるすべてのピンを倒すと、宝箱が出現するという場所も存在する。
カチコチメカ
ブルブルやまに登場する、ワリオを凍らせる冷気を発射する障害物。上部がスイッチになっており、そこにヒップアタックかパイルドライバーを決めれば、一定時間止められる。
センニン
ブルブルやまに登場する、特定の場所から次々と滑り落ちる障害物。触れてもダメージは受けないが、弾き飛ばされる。流れているラインを見きってジャンプすること。
赤岩面クン
はじまりのいせきに登場する、ブサイクな顔のぬりかべ。数発攻撃するか敵をぶつけると、ひっくり返って橋となる。一度ひっくり返るとエリアから出るまではそのまま。
電気ピエロ
ぎっくりサーカスに登場する、電極のピエロ。電気ゲートで道を封鎖しており、ゲート上の的に敵をぶつけて破壊する事で撃破できる。ただし、的は敵をぶつける度に小さくなっていく。溜め投げなら一撃で破壊可能。的が二つあるタイプも存在。触れるとダメージを受ける。破壊しないと通れず、一度破壊すると二度と存在しない。
鉄の板
この鉄の壁に磁石型のモンスターであるジシャクンを投げつけると、一定時間くっつけられる。くっついている間は、足場として利用できる。
土壁
バタフナイを投げつけると一定時間突き刺さって足場になる。続けて刺したい場合は、刺したバタフナイの上で次のバタフナイを待つとよい。
トランポリン板
ぎっくりサーカスに登場する仕掛け。これにぶつかると、はずみでジャンプすることができる。ダッシュアタックをすれば大きくジャンプすることも可能。
カザミ
ピーカンさばくに登場する仕掛け。攻撃すると竜巻が発生する。この竜巻に乗れば、上空高くジャンプすることができる。ちなみに、ジャイアントスイングでは攻撃できない。
流砂
砂が流れており、この上に立つと中央部に引き寄せられる。流れに反して移動したい場合は、ダッシュアタックやジャンプを使って移動しなければならない。
氷
ブルブルやまに登場する仕掛け。氷なので当然滑る。坂になっている場合、すごい勢いで滑り落ちることになる。反っている部分からジャンプすれば、大ジャンプも可能。
流砂を吐く口
ピーカンさばくに登場する、石像に設置された排砂口から一定間隔で流れる砂。巻き込まれると砂と一緒に流されてしまう。巻き込まれたら、ジャンプで回避すること。
鏡
まじかるミラーに登場する、いわゆる鏡。画面手前に障害物があり、鏡を頼りに操作しなくてはならない場所では、操作を画面に向かって左右逆にしなければならない。
ジェネレーター
小型モンスターや中型モンスターが中から出てくる障害物。破壊できるタイプや破壊できないタイプの2種類が存在している。ブルブルやま以降はいがいがスパイクが出てくるので注意。

## 地面にある扉
木の扉
この扉の上で、ヒップアタックかパイルドライバーをすることで、地下部屋へと進める。中で赤い宝石やワリオの黄金像などのアイテムを入手できる。
鉄の扉
ヒップアタックでは入れないこの扉の上で、パイルドライバーをすると、地下部屋へ行ける。中で赤い宝石やワリオの黄金像などのアイテムを入手。
ゴール扉
木の扉と同様、この扉の上で、ヒップアタックかパイルドライバーをすると、エリアボス部屋へ行ける。上には、黒い宝石人形がついた宝石台が乗っている。宝石台の周りには赤い宝石をはめるパネルが回っており、地下部屋に隠された赤い宝石の数を集めなければならない。ステージ1では3つ、ステージ2では4つ、ステージ3では5つ、ステージ4では6つになっており、宝石台に決められた数の赤い宝石を全部はめると宝石台が消滅し、ゴール扉が現れる。

## アイテム
コイン
敵を倒したときや宝箱を開けたときや岩ブロックを破壊したときに出現するコインは、ハイパー吸い込みで引き寄せ、まとめて入手することが可能となっている。
ニンニク
ワリオの大好物で、これを取るとワリオの体力が回復する。出現してから一定時間経過すると消えてしまうので、すばやく拾うように。
ニンニクン
ニンニクを販売しているアイテム。ワリオがパンチすると、頭上に示された数のコインと引きかえにニンニクを売ってくれる。ただし、気絶したザコ敵を使った攻撃は通用しないことになっている。コインさえあれば、何個でもニンニクを買える。
宝箱
3通りあり、ひとつは中にコインが入っている。もうひとつはニンニクが入っている。三つ目はジバクンが入っている。攻撃すると開き、中からコインなどが出現する。
ワリオの黄金像
8種類のうち1つに散らばったかけらであり、これを取ると入手できる。8つ集めるとワリオの体力が半分増える。
赤い宝石
宝石台を消すために使用するアイテム。これを取ると入手できる。エリアごとに8個あり、それぞれ地下部屋に1個隠されている。

## 主なスタッフ
- アドバイザー：坂本賀勇、清武博二
- ミュージック：半澤一雄、濱野美奈子
- サウンドエフェクト：村田智
- ディレクター：木村幸一、山上仁志
- プロデューサー：出石武宏、前川正人
- エグゼクティブプロデューサー：岩田聡

## 備考
- 日本版発売より約1年前、初代『メイド イン ワリオ』の公式ホームページではワリオが「城が完成したので向かう」と本作のプロローグにつながる展開が書かれていた[2]。欧米では『メイド イン ワリオ』発売直後に『ワリオワールド』が出たが、日本版は大幅に発売が遅れたため、これが書かれてから随分と遅れての発売となった。
- 本作のテレビCMは『ワリオランドアドバンス ヨーキのお宝』に引き続きクレイアニメが使われた。ナレーションは木村匡也が担当した。